# Finn Christian Jagge
Finn Christian Jagge (n. 4 aprilie 1966, Oslo, Norvegia – d. 8 iulie 2020, Oslo, Norvegia) a fost un schior alpin ce a reprezentat Norvegia, medaliat olimpic. A participat la 4 ediții ale Jocurilor Olimpice (1988, 1992, 1994, 1998) în care a câștigat o medalie de aur.